# Māsīdar
Māsīdar (persiska: ماسيدَرِ سُفلَى, ماسيدَرِ پائين, ماسيدَر, ماسیدر, Māsīdar-e Soflá) är en ort i Iran.   Den ligger i provinsen Kurdistan, i den nordvästra delen av landet, 500 km väster om huvudstaden Teheran. Māsīdar ligger 1 417 meter över havet och antalet invånare är 295.
Terrängen runt Māsīdar är huvudsakligen kuperad. Māsīdar ligger nere i en dal.Runt Māsīdar är det ganska tätbefolkat, med 60 invånare per kvadratkilometer. Närmaste större samhälle är Marivan, 15,3 km väster om Māsīdar. Trakten runt Māsīdar består i huvudsak av gräsmarker.